# روبنسون كانو
روبنسون كانو (مواليد 22 أكتوبر 1982) هو لاعب كرة القاعدة دومنيكي يلعب في نادي نيويورك ميتس.